# 贝格伦
贝格伦是德国巴伐利亚州的一个市镇。总面积19.88平方公里，总人口2579人，其中男性1322人，女性1257人（2011年12月31日），人口密度130人/平方公里。